# ブルーノ・ベルナー
ブルーノ・ベルナー（Bruno Berner, 1977年11月21日 - ）は、スイス・チューリッヒ出身の元同国代表サッカー選手、現サッカー指導者。現役時代のポジションはDF（左サイドバック）。

## 経歴
現役時代はスイスのスーパーリーグやイングランドの下部リーグでプレー。2003-04シーズンには、ブンデスリーガに所属していたSCフライブルクでリーグ戦33試合1得点6アシストという成績を残した。同シーズン終了後に行われたUEFA EURO 2004の登録メンバーにも選出されたが、クリストフ・スピッヒャーからレギュラーを奪えなかった。スイス代表としては国際Aマッチ通算16試合に出場した。
現役引退後は指導者としてサッカーに関わっており、2021年からはスイス代表の世代別代表監督を務めた。
2022年5月30日、現役時代の同僚だったアレクサンダー・フライの後任として、スーパーリーグに昇格して来たFCヴィンタートゥールの監督に就任することが決定した。